# Phumosia nanoides
Phumosia nanoides este o specie de muște din genul Phumosia, familia Calliphoridae, descrisă de Zumpt în anul 1958. Conform Catalogue of Life specia Phumosia nanoides nu are subspecii cunoscute.